# Daphne penicillata
Daphne penicillata är en tibastväxtart som beskrevs av Alfred Rehder. Daphne penicillata ingår i släktet tibaster, och familjen tibastväxter. Inga underarter finns listade i Catalogue of Life.